# Фаррелл, Дермот Пий
Дермот Пий Фаррелл (англ. Dermot Pius Farrell; род. 22 ноября 1954, Каслтаун-Геохеган, Ирландия) — ирландский прелат. Епископ Оссори 3 января 2018 по 29 декабря 2020. Архиепископ Дублина и примас Ирландии с 29 декабря 2020. 